# Serie C2 2003/2004
Soutěžní ročník Serie C2 2003/04 byl 26. ročník čtvrté nejvyšší italské fotbalové ligy. Soutěž začala 31. srpna 2003 a skončila 13. června 2004. Účastnilo se jí celkem 54 týmů rozdělené do tří skupin po 18 klubech. Z každé skupiny postoupil vítěz přímo do třetí ligy, druhý postupující se probojoval přes play off.
Kluby které měly sestoupit (US Pro Vercelli, AC Palazzolo, AC Imolese, AC Bellaria Igea Marina, Montevarchi Calcio Aquila 1902 a Castel di Sangro Calcio) nakonec zůstaly v soutěži i v příští sezoně.